# Pierre-Antoine Verlinde
Pour les articles homonymes, voir Verlinde.
Pierre-Antoine Verlinde (Bergues, 20 janvier 1801 - Anvers, 29 mars 1877) est un artiste peintre français du XIXe siècle, naturalisé belge en 1830. Il consacre toute sa vie à l'art : peintre d'histoire, de portraits et de panoramas, mais aussi restaurateur de tableaux, collectionneur, expert et marchand de peintures et dessins.

## Biographie
Pierre-Antoine Augustin Verlinde nait à Bergues le 20 janvier 1801 (30 nivôse an IX). Il est le fils de Pierre-Antoine Verlinde, homme de loi et marchand et de Marie Thérèse Craeynest. Il est l'aîné de leurs neuf enfants. La famille est cultivée, catholique et royaliste.
Le dictionnaire Bénézit l'appelle Verlinde Peter-Antoine ou Pierre-Antoine Augustin Verlinde ou Verlinden, pour rendre compte du fait que Pierre-Antoine Verlinde a fait l'objet d'écrits tant en langue française que dans le néerlandais parlé en Belgique (Flamand). Sa naturalisation en tant que belge éclaire le fait que les sources le qualifient de français du fait du lieu de naissance ou belge. Ainsi, le site data de la BnF indique la Belgique comme pays pour Pierre-Antoine Verlinde.
Il fréquente l'école publique de dessin de Bergues avant de persévérer dans des instituts de niveau plus élevé.
Il entreprend des études de peinture auprès de différents maîtres. Les sources s'accordent sur le nom de ses formateurs mais diffèrent sur l'ordre dans lequel il suit les différentes formations.
Il se rend à Paris pour effectuer des études de peinture dans l'atelier de Pierre-Narcisse Guérin, puis il est l'élève de Joseph-François Ducq à Bruges, et encore de Mathieu-Ignace Van Brée à Anvers,, au sein de la prestigieuse académie royale des beaux-arts d'Anvers, une des plus anciennes d'Europe. A Bruges, où il se trouve en octobre 1819, il est autorisé à suivre les cours d'études anatomiques, section « plâtre ».
Il expose pour la première fois en 1827 à Bruxelles, année où il s'installe définitivement à Anvers, « son pays d'élection ». Il est, un temps, un des nombreux portraitistes de la petite bourgeoisie anversoise. Il expose à quelques occasions, semble-t-il sans grand succès, dans des salons en Belgique et dans le Nord de la France.
Pierre-Antoine Verlinde enseigne en tant que professeur adjoint de dessin dans l'académie des beaux-arts où il a été élève, pendant un an, en 1829 ou 1830; selon une source, il en a été le directeur ultérieurement mais ceci n'est pas confirmé. 
Il est membre de plusieurs organismes : Société de l'enseignement des beaux-arts, Société royale des sciences, lettres et arts, et de plusieurs autres académies à Anvers, membre correspondant de la Société polytechnique de Paris, fondée le 1er janvier 1832,.
Il est connu comme peintre mais aussi comme restaurateur et marchand de tableaux. En réalité, il s'accomplit davantage dans ces dernières activités, ou en tant qu'expert, plutôt que de créateur de toiles. Lui-même déclare avoir eu une notoriété « européenne en tant que restaurateur de tableaux ».
À partir de 1837, on retrouve plusieurs ventes de toiles et/ou d'œuvres d'art auxquelles participe Pierre-Antoine Verlinde, soit à titre de vendeur ayant dressé le catalogue, soit en tant qu'artiste assistant les huissiers ou notaires chargés de la vente, principalement à Anvers mais aussi à Bruges.
En tant que marchand, il vend pour cinq mille francs au conseil de fabrique de l'église Saint-Géry de Valenciennes, une réalisation de Gérard Seghers, L'Apparition de la Vierge à saint Éloi et à saint Joseph.
En 1872, la ville de Bergues lui confie la mission de rédiger le catalogue des collections de peinture du musée de la ville : musée du Mont-de-piété de Bergues. 
Il meurt à Anvers le 29 mars 1877, à l'âge de 76 ans. 
Le mois de septembre suivant a lieu à Anvers, la vente d'une collection de tableaux anciens rassemblée par « feu Monsieur Pierre-Antoine Verlinde, de son vivant artiste-peintre, retoucheur et marchand de tableaux ». Pas moins de 1 600 tableaux et 2 000 gravures et dessins furent présentés.

## Œuvres

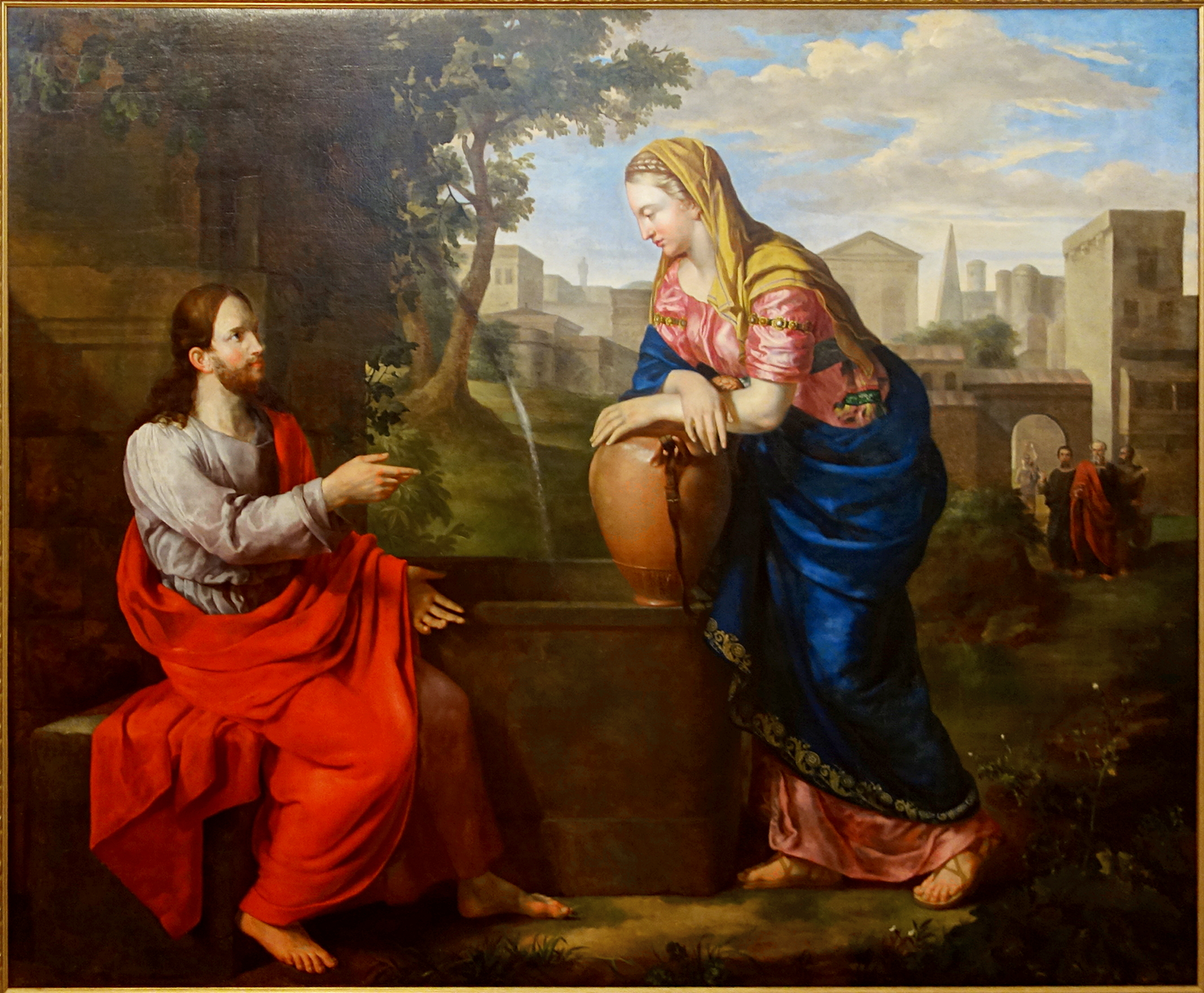
Le Christ et la Samaritaine, 1823, musée du Mont-de-Piété de Bergues

Pierre-Antoine Verlinde a été un peintre de second plan. Il débute comme peintre de portraits et de genre.
Il se montre fidèle au type de tableaux en vogue au moment de sa jeunesse et de sa formation : la peinture d'histoire religieuse. L'influence de Pierre Narcisse Guérin a pu être retrouvée dans ses tableaux jugés « relever du genre froid et théâtral ». Les sujets de ses toiles se révèlent souvent « édifiants », lui-même étant estimé « très académique...peu séduisant ».
Il réalise quelques toiles mais se construit surtout une bonne réputation dans la restauration de tableaux où il acquiert une maîtrise technique reconnue.
Le site data de la Bnf ne recense dans les œuvres de Pierre-Antoine Verlinde, que son travail de catalogage pour le musée de Bergues, catalogue édité en 1878. 
P.A. Verlinde a droit à quatre lignes, sous l'appellation École flamande moderne, dans le dictionnaire historique des peintres d'Adolphe Siret en 1848, bien avant sa mort survenue en 1877, il est vrai.

### Tableaux
- Un peintre faisant le portrait d'une femme[17].
- Harlem[17].
- Mort de Saint-Louis[17]. Le sujet du tableau est tiré des croisades. L'œuvre a été successivement exposée à Anvers, Bruxelles, Lille, Douai. En 1837, elle se trouvait en Angleterre[2].
- Intérieur d'atelier, exposé à Bruxelles en 1827, acquis par le gouvernement néerlandais[10]. Le tableau est sans doute le même que L'Atelier du peintre occupé de son art, nom donné par Philippe Vandermaelen[2]
- Gloire des anges, exposé en 1828.
- Fuite en Égypte. La peinture peut être la même que Le repos en Égypte[2].
- Le Christ et la femme samaritaine.
- Mendiant aveugle conduit par sa fille, ou Un Aveugle conduit par sa petite-fille, passant au port d'Anvers, 1830[2].
- Sainte Philomène, orne en 1938 l'autel d'une église de Dunkerque.
- Arc de triomphe de la place de Meir en 1840, Musée royal des Beaux-Arts d'Anvers. Il s'agit d'un tableau peint à l'occasion du deuxième centenaire de la mort de Pierre Paul Rubens; arc de triomphe de dimensions monumentales, l'esquisse en fut longtemps conservée dans une des salles de l'hôtel de ville d'Anvers, puis transférée au musée royal[10].
- La samaritaine, Musée du Mont-de-Piété de Bergues.
- Ancien drapeau de la musique communale de Dunkerque, Musée des Beaux-Arts de Dunkerque.
- Un charlatan, Musée Roumiantsev de Moscou.
- Autoportrait, huile sur toile, (62 x49).

En 1982, lors d'une vente publique ayant eu lieu à New York, une toile de Pierre-Antoine Verlinde Portrait de jeune femme, 1825, huile sur toile, (27,5 x 21,5) a été vendue 1500 dollars.
Peut encore être signalée, une copie effectuée par P. A. Verlinde d'un tableau célèbre de Rubens, La Descente de Croix. Cette copie faisait partie d'un monument, offert par une famille, situé dans la chapelle de Saint-Luc, dite des peintres, de la cathédrale Notre-Dame d'Anvers en 1877.

### Catalogue
- Catalogue des tableaux exposés dans la galerie du Musée de Bergues, Bergues, 1878[19].

## Fonds Verlinde
Le 22 juillet 1877, quatre mois après son décès, Pierre-Antoine Verlinde lègue par testament au musée du Mont-de-Piété de Bergues sa collection personnelle de dessins, composée d'environ 1500 feuilles. Malgré son goût pour la Belgique, dont Anvers en particulier, et sa naturalisation en tant que Belge, c'est à sa ville natale, qu'il décide de laisser ce qui lui tient le plus à cœur « le tableau représentant Marie Madeleine peint par Alonzo Cano, le tableau Archimède peint par José Ribera, le Christ et la Samaritaine peint par moi-même et toute ma collection de dessins par d'anciens maîtres».
Grâce à lui, le musée de Bergues a le privilège de détenir un fonds de dessins anciens.
Le donateur n'a pas laissé de catalogue ni de liste des dessins regroupés dans sa donation. La caractéristique essentielle du fonds demeure sa très grande hétérogénéité, des dessins de très grande qualité côtoient des esquisses, copies, voire des travaux d'élèves, avec probablement certains de la main du donateur. Une minorité de feuilles provient d'achats réalisés par Verlinde lors de la vente de collections. 
La collection est riche de documents de différentes écoles de différentes époques : flamande ou hollandaise, mais aussi française (122 dessins), italienne, (environ cinquante feuilles), allant du XVIe au XIXe siècle. Il contient quelques feuilles rares ou remarquables : peuvent être cités, des dessins tardifs de Nicolas Poussin, d'autres de Sebastiano del Piombo, Maarten van Heemskerck, Antoon van Dyck, Charles Lebrun. Y figurent également des œuvres provenant de l'académie d'Anvers où Pierre-Antoine Verlinde séjourna, comme des dessins de son professeur Mathieu-Ignace Van Brée
Un dessin de Giandomenico Tiepolo, datant du XVIIIe siècle, Sainte Famille et Saint Jean-Baptiste, a connu un destin particulier : il a été, avec d'autres, soustrait des collections, pendant la seconde guerre mondiale. Une partie des œuvres subtilisées fut signalée en Allemagne en 1975, puis plusieurs ont réapparu sur le marché de l'art en 1988 et la ville put racheter ce dessin. Il a réintégré le musée de Bergues en 1992. Six autres dessins de différentes écoles étaient déjà rentrés en 1977 par la valise diplomatique. Plus de quarante œuvres ont ainsi été enlevées de la collection, et en 2012, seulement une minorité avait pu être récupérée.
Figure également dans la collection, un dessin de Jean-Baptiste Santerre, datant du XVIIe siècle, Homme à la tabatière.
Pierre-Antoine Verlinde ayant vécu principalement à Anvers, son don comprend logiquement une majorité de feuilles d'origine flamande ou hollandaise, et parmi ceux-ci, une rareté dans les collections publiques françaises : plusieurs dessins de sculpteurs anversois. 
En 1965, le musée de Bergues a organisé deux expositions, visibles jusqu'au 30 septembre de cette année-là, dont une dédiée aux dessins de la collection de Pierre-Antoine Verlinde sur le XVIe siècle européen. 
Dans les années 1970, sont mises sur pied, des expositions thématiques limitées, à partir de documents tirés de la collection donnée par Verlinde : en 1970, « Fleurs et animaux »; en 1979, « Le XVIIe siècle européen ». 
En 2012, le même établissement a mis sur pied un évènement de plus grande envergure destiné à mettre en valeur l'ensemble du fonds, alors en cours d'étude, après une présentation au salon du dessin à Paris : exposition De Heemskerck à Le Brun . Ce fonds a fait l'objet d'un ouvrage publié en 2012. L'exposition présente 43 dessins parmi les plus beaux et les plus représentatifs de l'ensemble.
L'étude approfondie du fonds se poursuivait en 2012 et elle a donné lieu à de nombreuses attributions ou réattributions, plusieurs feuilles ayant été auparavant assignées fautivement à des artistes qui n'en étaient pas les auteurs.
Le dossier de presse de l'évènement de 2012 présente de nombreux dessins de la collection et cite les noms de nombreux artistes dont des œuvres peuvent être retrouvées.
Le musée de Bergues met parfois en avant, lors des Journées du patrimoine, la richesse de ses collections en dessins, liée au don de Pierre-Antoine Verlinde' 

## Portrait
Un autoportrait de Pierre-Antoine Verlinde est visible en ligne.